# Solo (Freddie Mercury)
Solo je samostalni box set Britanskog pjevača rock sastava Queen Freddija Mercuryja koji je objavljen 7. studenog 2000. godine. Sadrži tri CD-a, samostalne albume Freddija Mercuryja : Mr. Bad Guy iz 1985. godine, Barcelona iz 1987. godine i bonus CD na kojemu se nalaze sedam pjesama izabranih s Box seta od 12 CD-a pod nazivom The Solo Collection.
Mr. Bad Guy
1. Let's Turn It On – 3:42
2. Made in Heaven – 4:05
3. I Was Born to Love You – 3:38
4. Foolin' Around – 3:29
5. Your Kind Of Lover – 3:32
6. Bad Guy – 4:09
7. Man Made Paradise – 4:08
8. There Must Be More To Life Than This – 3:00
9. Livig On My Own – 3:23
10. My Love Is Dangerous – 3:42
11. Love Me Like There's No Tomorrow – 3:46

Barcelona
1. Barcelona (Mercury - Moran) – 5:37
2. La Japonaise (Mercury - Moran) – 4:49
3. The Fallen Priest (Mercury - Moran - Rice) – 5:46
4. Ensueño (Mercury - Moran - Caballé) – 4:27
5. The Golden Boy (Mercury - Moran - Rice) – 6:04
6. Guide Me Home (Mercury - Moran)– 4:10
7. How Can I Go On (Mercury - Moran) – 3:51
8. Overture Piccante (Mercury - Moran) – 6:40

 Bonus CD
1. I Can Hear Music (Larry Lurex, 1973 Singl) – (Greenwich - Spector - Barry) – 3:29
2. Love Kills (1984 Singl) – (Mercury - Moroder) – 4:31
3. The Great Pretender (1987 Singl) – (Ram) – 3:29
4. Living on My Own (1993 Radio Mix) – (Mercury) – 3:38
5. In My Defence (2000 Remiks) – (Clark - Soames - Daniels) – 3:55
6. Time (2000 Remiks) – (Clark - Christie) – 4:02
7. Love Kills (Rock Mix) – (Mercury/Moroder) – 4:27